# David Harum
David Harum er en amerikansk stumfilm fra 1915 af Allan Dwan.

## Medvirkende
- William H. Crane som David Harum.
- Kate Meeks som Polly.
- Hal Clarendon som Chet Timson.
- Harold Lockwood som John Lenox.
- May Allison som Mary Blake.